# Sp2杂化
sp2杂化是指一个原子同一电子层内由一个ns轨道和两个np轨道发生杂化的过程。原子发生sp2杂化后，上述ns轨道和np轨道便会转化成为三个等价的原子轨道，称为“sp2杂化轨道”。三个sp2杂化轨道的对称轴在同一条平面上，两两之间的夹角皆为120°。sp2杂化一般发生在分子形成过程中。杂化发生前，原子最外层s轨道中的一个电子被激发至p轨道，使将要发生杂化的原子进入激发态；之后，该层的s轨道与三个p轨道中的任意两个发生杂化。此过程中，能量相近的s轨道和p轨道发生叠加，不同类型的原子轨道重新分配能量并调整方向。
以硼原子为例，硼原子在成键时一般采用sp2杂化形式：处于基态的硼原子（电子排布式为：1s22s22p1）的一个2s电子激发至一个空的2p轨道上，使原子进入激发态（电子排布式为：1s22s12p2）。然后，一个2s轨道再和上述两个各填充了一个电子的2p轨道进行sp2杂化，形成三个sp2杂化轨道。该过程中硼原子的原子轨道排布变化情况如下图所示：
在有机化学中，碳原子与其他原子以双键连接时（如烯烃中的碳碳双键、醛和酮中的碳氧双键），碳原子均采用sp2杂化形式。
碳陽離子亦是采用Sp2杂化，有一個空的p軌域。